# Point Lance
Point Lance es un pueblo canadiense situado en la provincia de Terranova y Labrador.

## Superficie
Point Lance tiene una superficie de 28,29 km².

## Demografía
En 2021, tenía 87 habitantes, una densidad poblacional de 3,1 hab./km², y 48 viviendas.